# Aegognathus aguirei
Aegognathus aguirei is een keversoort uit de familie vliegende herten (Lucanidae). De wetenschappelijke naam van de soort is voor het eerst geldig gepubliceerd in 2007 door Arnaud & Bomans.